# Meschak Elia
Meschak Elia Lina (ur. 6 sierpnia 1996 w Kinszasie) – kongijski piłkarz grający na pozycji napastnika w klubie BSC Young Boys oraz reprezentacji Demokratycznej Republiki Konga.

## Kariera klubowa
Elia jest wychowankiem CS Don Bosco. W 2016 przeniósł się do TP Mazembe. Z drużyną zdobył Mistrzostwo Demokratycznej Republiki Konga w sezonach: 2015/16 i 2016/17. Wygrał także Afrykański Puchar Konfederacji w roku 2016, 2017 oraz Afrykański Super Puchar w roku 2016. W 2020 został zawodnikiem BSC Young Boys. Z klubem zdobył Mistrzostwo Szwajcarii w sezonach: 2019/20, 2020/21 i 2023/24 oraz Puchar Szwajcarii w roku 2020 i 2023. W drużynie rozegrał już ponad 100 meczów ligowych, zdobywając ponad 25 bramek.

## Kariera reprezentacyjna
W reprezentacji Demokratycznej Republiki Konga zadebiutował 10 stycznia 2016. Pierwszą bramkę w kadrze zdobył 17 stycznia tego samego roku przeciwko Rwandzie. W 2016 zdobył Mistrzostwa Narodów Afryki. Został powołany na Puchar Narodów Afryki 2019 oraz 2023. Na ostatnim turnieju zajął 4. miejsce.